# Ліквідус

Ліквідус позначено зеленою лінією

Лі́квідус — крива на фазовій діаграмі, що визначає температуру, вище якої речовина, зокрема сплав, перебуває повністю в рідкому стані.
В проміжку температур між солідусом і ліквідусом можливе співіснування розплаву й твердої фази.